# Enns
Enns är en stadskommun i distriktet Linz-Land i förbundslandet Oberösterreich i Österrike. Kommunen har 12 265 invånare (2024).
Enns är beläget på en platå vid floden Enns, nära mynningen i Donau. Gränsen mot Niederösterreich går i floden Enns. I staden tillverkas bland annat glas och bijouterier. Ett känt riktmärke är det 60 meter höga stadstornet.
På platsen där den nuvarande stadsdelen Lorch är belägen låg en bosättning som hade sitt ursprung i det romerska Lauriacum. Bosättningen övergavs dock under den senare delen av 800-talet. Själva staden Enns anlades i slutet av 1100-talet och fick stadsrättigheter redan år 1212. Därmed var Enns var en av de första platserna i Österrike att erhålla stadsprivilegier. Fram till 1500-talet var Enns förvaltningshuvudstad för det kringliggande området.
Kommunen består av 14 orter (Ortschaften) (inom parentes invånarantal 1 januari 2024):

- Einsiedl (104)
- Enghagen (10)
- Enghagen am Tabor (0)
- Enns (10 065)
- Ental (46)
- Erlengraben (15)
- Hiesendorf (722)
- Kottingrat (57)
- Kristein (859)
- Kronau (0)
- Lorch (200)
- Moos (3)
- Rabenberg (19)
- Volkersdorf (165)